# الوان‌پاشا، سنان‌پاشا
الوان‌پاشا (به ترکی استانبولی: Elvanpaşa) یک منطقهٔ مسکونی در ترکیه است که در سنان‌پاشا واقع شده‌است.